# Temporada 1997-98 de los Golden State Warriors
La temporada 1997-98 fue la quincuagésimo segunda de los Warriors en la NBA, la trigésimo sexta en el Área de la Bahía de San Francisco, a donde llegaron procedentes de Filadelfia, y la vigesimoséptima en la ciudad de Oakland con la denominación de Golden State Warriors. La temporada regular acabó con 19 victorias y 63 derrotas, acabando en la duodécima posición de la Conferencia Oeste, no logrando clasificarse para los playoffs.

## Elecciones en elDraft
| Ronda | Puesto | Jugador      | Posición | Nacionalidad   | Universidad |
| ----- | ------ | ------------ | -------- | -------------- | ----------- |
| 1     | 8      | Adonal Foyle | Pívot    | Estados Unidos | Colgate     |
| 2     | 37     | Marc Jackson | Pívot    | Estados Unidos | Temple      |

## Temporada regular
| División Pacífico        | División Pacífico | División Pacífico | División Pacífico | División Pacífico | División Pacífico | División Pacífico | División Pacífico | División Pacífico |
| Equipo                   | G                 | P                 | %                 | PD                | Casa              | Fuera             | Div               |                   |
| ------------------------ | ----------------- | ----------------- | ----------------- | ----------------- | ----------------- | ----------------- | ----------------- | ----------------- |
| y-Seattle SuperSonics    | 61                | 21                | .744              | –                 | 35–6              | 26–15             | 19–5              |                   |
| x-Los Angeles Lakers     | 61                | 21                | .744              | –                 | 33–8              | 28–13             | 16–8              |                   |
| x-Phoenix Suns           | 56                | 26                | .683              | 5                 | 30–11             | 26–15             | 17–7              |                   |
| x-Portland Trail Blazers | 46                | 36                | .561              | 15                | 26–15             | 20–21             | 14–10             |                   |
| Sacramento Kings         | 27                | 55                | .329              | 34                | 21–20             | 6–35              | 6–18              |                   |
| Golden State Warriors    | 19                | 63                | .232              | 42                | 12–29             | 7–34              | 6–18              |                   |
| Los Angeles Clippers     | 17                | 65                | .207              | 44                | 11–30             | 6–35              | 6–18              |                   |

## Estadísticas

### Temporada regular
| Rk | Jugador               | Edad | Pos. | P  | PT | MP   | TC  | TCI  | %TC  | T3  | T3I | %T3  | TL  | TLI | %TL  | RO  | RD  | RT  | AS  | RB  | TAP | BP  | FP  | PTS  |
| -- | --------------------- | ---- | ---- | -- | -- | ---- | --- | ---- | ---- | --- | --- | ---- | --- | --- | ---- | --- | --- | --- | --- | --- | --- | --- | --- | ---- |
| 1  | Jim Jackson           | 27   | SG   | 31 | 31 | 40.6 | 7.4 | 18.5 | .402 | 0.7 | 2.5 | .278 | 3.3 | 4.1 | .805 | 2.0 | 3.6 | 5.6 | 5.1 | 1.2 | 0.1 | 3.8 | 2.4 | 18.9 |
| 2  | Latrell Sprewell      | 27   | SG   | 14 | 13 | 39.1 | 7.9 | 19.8 | .397 | 0.6 | 3.4 | .188 | 5.0 | 6.7 | .745 | 0.5 | 3.1 | 3.6 | 4.9 | 1.4 | 0.4 | 3.1 | 1.9 | 21.4 |
| 3  | Donyell Marshall      | 24   | SF   | 73 | 73 | 35.8 | 6.2 | 14.9 | .414 | 0.9 | 2.8 | .313 | 2.2 | 3.0 | .731 | 2.9 | 5.7 | 8.6 | 2.2 | 1.3 | 1.0 | 2.0 | 3.1 | 15.4 |
| 4  | Joe Smith             | 22   | PF   | 49 | 49 | 33.6 | 7.0 | 16.3 | .429 | 0.0 | 0.1 | .000 | 3.3 | 4.2 | .769 | 2.9 | 4.0 | 6.9 | 1.4 | 0.9 | 0.8 | 2.2 | 3.4 | 17.3 |
| 5  | Clarence Weatherspoon | 27   | PF   | 31 | 31 | 33.4 | 4.1 | 8.9  | .458 | 0.0 | 0.0 |      | 2.5 | 3.3 | .748 | 2.9 | 5.5 | 8.3 | 1.6 | 1.4 | 0.7 | 1.6 | 2.8 | 10.7 |
| 6  | Erick Dampier         | 22   | C    | 82 | 82 | 32.4 | 4.3 | 9.6  | .445 | 0.0 | 0.0 | .000 | 3.3 | 4.9 | .669 | 3.3 | 5.4 | 8.7 | 1.1 | 0.5 | 1.7 | 2.1 | 3.4 | 11.8 |
| 7  | Bimbo Coles           | 29   | PG   | 53 | 44 | 27.8 | 3.1 | 8.3  | .379 | 0.2 | 1.1 | .228 | 1.5 | 1.7 | .886 | 0.3 | 2.0 | 2.3 | 4.7 | 1.0 | 0.2 | 1.7 | 2.5 | 8.0  |
| 8  | Brian Shaw            | 31   | PG   | 39 | 32 | 26.4 | 2.6 | 7.9  | .336 | 0.5 | 1.7 | .313 | 0.6 | 0.8 | .727 | 0.5 | 3.4 | 3.9 | 4.4 | 0.9 | 0.4 | 1.9 | 2.4 | 6.4  |
| 9  | Muggsy Bogues         | 33   | PG   | 59 | 31 | 26.3 | 2.4 | 5.4  | .437 | 0.1 | 0.3 | .250 | 1.0 | 1.1 | .894 | 0.5 | 1.7 | 2.2 | 5.5 | 1.1 | 0.1 | 1.8 | 0.9 | 5.8  |
| 10 | Jason Caffey          | 24   | PF   | 29 | 6  | 24.6 | 4.3 | 9.2  | .472 | 0.0 | 0.0 | .000 | 2.2 | 3.3 | .649 | 2.9 | 3.0 | 5.9 | 1.1 | 0.4 | 0.1 | 2.0 | 3.1 | 10.9 |
| 11 | Tony Delk             | 24   | PG   | 74 | 9  | 22.3 | 4.2 | 10.7 | .392 | 0.6 | 2.1 | .263 | 1.5 | 2.0 | .738 | 0.5 | 1.8 | 2.3 | 2.3 | 1.0 | 0.2 | 1.4 | 1.2 | 10.4 |
| 12 | Brandon Williams      | 22   | SG   | 9  | 2  | 15.6 | 1.8 | 5.6  | .320 | 0.3 | 1.0 | .333 | 0.2 | 0.4 | .500 | 0.4 | 1.2 | 1.7 | 0.3 | 0.7 | 0.3 | 1.0 | 2.0 | 4.1  |
| 13 | B.J. Armstrong        | 30   | PG   | 4  | 0  | 14.8 | 1.5 | 4.8  | .316 | 0.0 | 0.3 | .000 | 1.3 | 1.8 | .714 | 1.0 | 0.8 | 1.8 | 1.5 | 1.0 | 0.0 | 1.8 | 1.5 | 4.3  |
| 14 | David Vaughn          | 24   | PF   | 22 | 0  | 14.6 | 2.1 | 5.2  | .404 | 0.0 | 0.0 | .000 | 1.0 | 1.5 | .647 | 1.5 | 3.1 | 4.6 | 0.8 | 0.5 | 0.3 | 1.4 | 2.2 | 5.2  |
| 15 | Carl Thomas           | 28   | SG   | 10 | 0  | 13.9 | 2.5 | 6.5  | .385 | 0.5 | 2.1 | .238 | 0.7 | 1.0 | .700 | 0.4 | 0.6 | 1.0 | 0.9 | 0.5 | 0.1 | 0.6 | 1.2 | 6.2  |
| 16 | Gerald Madkins        | 28   | SG   | 19 | 0  | 12.8 | 0.7 | 1.8  | .382 | 0.3 | 0.8 | .400 | 0.3 | 0.4 | .714 | 0.1 | 0.7 | 0.8 | 2.4 | 0.7 | 0.1 | 0.7 | 0.9 | 1.9  |
| 17 | Felton Spencer        | 30   | C    | 68 | 0  | 12.0 | 0.9 | 1.9  | .457 | 0.0 | 0.0 |      | 0.6 | 1.2 | .557 | 1.4 | 2.0 | 3.3 | 0.3 | 0.3 | 0.5 | 0.7 | 2.6 | 2.4  |
| 18 | Adonal Foyle          | 22   | C    | 55 | 1  | 11.9 | 1.3 | 3.1  | .406 | 0.0 | 0.0 | .000 | 0.5 | 1.1 | .435 | 1.3 | 2.0 | 3.3 | 0.3 | 0.2 | 0.9 | 0.9 | 1.7 | 3.0  |
| 19 | Todd Fuller           | 23   | C    | 57 | 1  | 10.8 | 1.5 | 3.6  | .420 | 0.0 | 0.1 | .000 | 1.0 | 1.4 | .688 | 1.1 | 2.4 | 3.4 | 0.2 | 0.1 | 0.3 | 0.6 | 1.6 | 4.0  |
| 20 | Dickey Simpkins       | 25   | PF   | 19 | 0  | 10.3 | 1.2 | 2.5  | .458 | 0.0 | 0.1 | .000 | 0.5 | 1.4 | .385 | 1.0 | 1.4 | 2.4 | 0.8 | 0.3 | 0.1 | 1.0 | 1.0 | 2.8  |
| 21 | Duane Ferrell         | 32   | SF   | 50 | 5  | 9.2  | 0.8 | 2.2  | .369 | 0.0 | 0.1 | .000 | 0.2 | 0.4 | .545 | 0.5 | 0.4 | 0.9 | 0.5 | 0.4 | 0.1 | 0.4 | 1.0 | 1.9  |
| 22 | Jeff Grayer           | 32   | SG   | 4  | 0  | 5.8  | 1.0 | 1.8  | .571 | 0.5 | 0.8 | .667 | 0.0 | 0.0 |      | 0.0 | 1.0 | 1.0 | 0.3 | 0.5 | 0.0 | 0.5 | 1.8 | 2.5  |